# Tungur
Tungur är en ås i republiken Island. Den ligger i regionen Norðurland vestra, 210 km nordost om huvudstaden Reykjavík.